# Hírességek csarnoka (úszás)

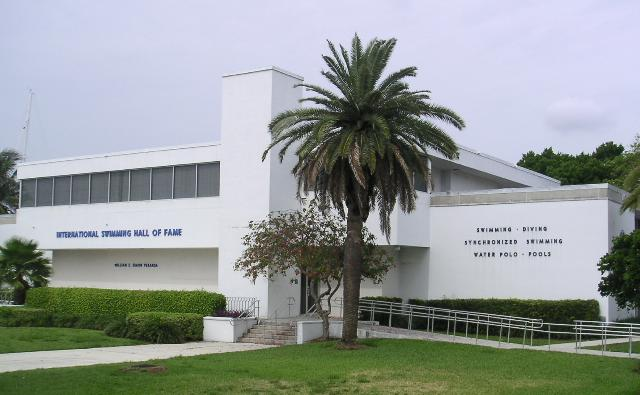
A múzeum épülete Fort Lauderdale-ben

Hírességek csarnoka (Hall of Fame). A teljes nevén angolul: International Swimming Hall of Fame.

## Története
Az úszás, a vízilabda, a szinkronúszás, a műugrás és a hosszútávúszás kiválóságait magába foglaló múzeum, a sportági Hírességek Csarnoka 1964 óta működik az egyesült államokbeli Fort Lauderdale-ben. 1965 óta, évente egyszer tartanak itt avatási ünnepséget, amikor az arra az esztendőre kiválasztott sportági kitűnőségek – versenyzők, edzők, sportvezetők – hivatalosan is „hírnevessé” válnak.
Elsőként – 1966-ban – az első magyar olimpiai bajnokot Hajós Alfrédet, választották be. Tagjai között jegyzett magyarok sorában Hargitay András (2008) volt a harmincadik.

## Magyar Tagok
A Hall of Fame honlapja alapján az eddigi magyar tagok névsora, ábécérendben (zárójelben bekerülésük éve):
- Bárány István (1978)

- Benedek Tibor (2015)
- Biros Péter (2015)
- Bodnár András (2017)[1]
- Csik Ferenc (1983)
- Darnyi Tamás (2000)
- Donáth Leó (1988)
- Egerszegi Krisztina (2001)
- Faragó Tamás (1993)
- Gyarmati Andrea (1995)
- Gyarmati Dezső (1976)
- Gyenge Valéria (1978)
- Gyurta Dániel (2024)[2]
- Hajós Alfréd (1966)
- Halassy Olivér (1978)
- Halmay Zoltán (1968)
- Homonnai Márton (1971)
- Magyar vízilabda-válogatott 2000-2008 (2016)
- Hunyadfi István (1969)
- Kárpáti György (1982)
- Kásás Tamás (2015)
- Kemény Dénes (2011)
- Kiss Gergely (2015)
- Kiss László (2012)
- Komjádi Béla (1995)
- Kovács Ágnes (2013)
- Lemhényi Dezső (1998)
- Markovits Kálmán (1994)
- Mayer Mihály (1987)
- Molnár Endre (2025)[3]
- Molnár Tamás (2015)
- Nagy József (2013)
- Németh János (1969)
- Novák Éva (1973)
- Novák Ilona (1973)
- Rajki Béla (1996)
- Rózsa Norbert (2005)
- Salamon Ferenc (2019)
- Sárosi Imre (1981)
- Szabó József (2012)
- Széchy Tamás (2010)
- Szécsi Zoltán (2015)
- Székely Éva (1976)
- id. Szívós István (1997)
- ifj. Szívós István (1996)
- Szőke Katalin (1985)
- Zólyomi András (2010)

### Al Schoenfield Media-díj
Évente egy újságíró kapja.
- Gyárfás Tamás (2010)